# Савостиков, Максим Викторович
Максим Викторович Савостиков (бел. Максім Віктаравіч Савосцікаў; род. 13 августа 1998, Минск) — белорусский футболист, выступавший на позиции полузащитника.

## Клубная карьера
Воспитанник футбольного клуба «Минск», первый тренер Александр Иванович Струк. С 2015 года выступал за дубль минского «Динамо».
В августе 2017 года был отдан в аренду «Белшине», где появлялся на поле нерегулярно. В феврале 2018 года продлил контракт с бобруйской командой, но продолжал выходить только на замену, а в июле 2018 года перешёл в «Ошмяны-БГУФК».
В апреле 2019 года перешел в минский НФК, где обычно играл в стартовом составе. Покинул команду в январе 2020 года.
Сезон 2020 начал в составе «Виктории» из Марьиной Горки, а в июле 2020 года перешел в «Смолевичи». Сначала он играл за дубль, а вскоре стал привлекаться к основному составу. 12 сентября 2020 года дебютировал в Высшей лиге, когда стартовал в стартовом составе в матче против БАТЭ (2:5) и был заменён во втором тайме. По окончании сезона в декабре 2020 года покинул «Смолевичи».

## Карьера за сборную
Выступал за молодёжные сборные Беларуси в квалификациях чемпионатов Европы.

## Статистика
| Сезон    | Дивизион | Клуб                     | Страна        | Матчи | Голы |
| -------- | -------- | ------------------------ | ------------- | ----- | ---- |
| 2015     | дубль    | Динамо (Минск)           | Флаг Беларуси | 20    | 0    |
| 2016     | дубль    | Динамо (Минск)           | Флаг Беларуси | 26    | 4    |
| 2017 (1) | дубль    | Динамо (Минск)           | Флаг Беларуси | 12    | 1    |
| 2017 (2) | Д2       | Белшина                  | Флаг Беларуси | 9     | 1    |
| 2018 (1) | Д2       | Белшина                  | Флаг Беларуси | 10    | 0    |
| 2018 (2) | Д3       | Ошмяны-БГУФК             | Флаг Беларуси | 14    | 1    |
| 2019     | Д2       | НФК                      | Флаг Беларуси | 23    | 0    |
| 2020 (1) | Д3       | Виктория (Марьина Горка) | Флаг Беларуси | 5     | 3    |
| 2020 (2) | Д1       | Смолевичи                | Флаг Беларуси | 6     | 0    |